# Cauloramphus multispinosus
Cauloramphus multispinosus is een mosdiertjessoort uit de familie van de Calloporidae. De wetenschappelijke naam van de soort is voor het eerst geldig gepubliceerd in 2007 door Grischenko, Dick & Mawatari.